# Campeonato de Tercera División de Costa Rica 1958
El Campeonato de Fútbol de Segunda División de Ascenso 1958, fue la edición número 35 de la Liga Nacional de Tercera División de Costa Rica en disputarse, organizada por la FEDEFUTBOL.
Este campeonato constó de 8 equipos debidamente inscritos en el Campeonato Nacional de Cantones Tercera División.

## Clubes Inscritos
| Liga Nacional de Segunda División Aficionada 1958 | Liga Nacional de Segunda División Aficionada 1958 |
| ------------------------------------------------- | ------------------------------------------------- |
| 1                                                 | C.S Independiente Santa Rosa de Turrialba         |
| 2                                                 | C.S. Guadalupe                                    |
| 3                                                 | U.D. Tibaseña                                     |
| 4                                                 | Vizcaya de Plaza Víquez F.C                       |
| 5                                                 | Madrid F.C                                        |
| 6                                                 | A.D. Santa Lucía                                  |
| 7                                                 | A.D. Independiente de Guadalupe                   |
| 8                                                 | Barcelona C.F                                     |

## Formato del Torneo
Se jugaron dos vueltas, en donde los equipos debían enfrentarse todos contra todos.

## Campeón Monarca Nacional de Segunda División de Ascenso 1958
- C.S Independiente Santa Rosa de Turrialba

## Ligas Superiores
- Liga Superior de Costa Rica 1958

- Liga Mayor de Costa Rica 1958

## Ligas Inferiores
- Tercera División de la 2.ª. División de Ascenso
- Campeonato Barrios y Distritos a Nivel Regional

## Torneos
| Predecesor: Campeonato 1957 | Liga Nacional de Tercera División en Costa Rica Campeonato 1958 | Sucesor: Campeonato 1959 |